# Welcome (South Carolina)
Welcome ist ein  Census-designated place (CDP) im Greenville County, South Carolina, USA. Das U.S. Census Bureau hat bei der Volkszählung 2020 eine Einwohnerzahl von 7.298 ermittelt. Es ist Teil der Greenville-Mauldin-Easley Metropolitan Statistical Area.

## Geografie
Welcome befindet sich im zentralwestlichen Greenville County, 4 km westlich von Greenville.  Es grenzt im Norden an Parker, im Osten an Judson, im Südwesten an Powdersville im Anderson County und im Westen an das Pickens County. Die westliche Grenze des CDP ist am Saluda River, der die County-Grenze bildet.
Der U.S. Highway 123 (New Easley Highway) bildet den nördlichen Rand des CDP.  Der U.S. Highway 25 verläuft durch den östlichen Teil des CDP.
Nach Angaben des United States Census Bureau hat das Welcome CDP eine Gesamtfläche von 12,1 Quadratkilometern, von denen 0,1 Quadratkilometer beziehungsweise 1,05 % Wasser sind.

## Demografie
Das U.S. Census Bureau hat bei der Volkszählung 2020 eine Einwohnerzahl von 7.298 ermittelt.